# Jean-Marie Lemerle
Jean-Marie Lemerle (* 7. Januar 1947) ist ein ehemaliger französischer Autorennfahrer und Rennstallbesitzer.

## Karriere im Motorsport
Jean-Marie Lemerle war in den 1970er- und 1980er-Jahren als Sportwagenpilot aktiv. Die Einsätze bei nationalen Rennen, in der Sportwagen-Weltmeisterschaft und beim 24-Stunden-Rennen von Le Mans wickelte er mit einem eigenen kleinen Rennstall ab. Zwischen 1975 und | 1983 war er achtmal in Le Mans am Start. Sein Debütrennen, mit den Partnern Alain Levié und Patrick Daire im Lola T292, beendete er an der 22. Stelle der Gesamtwertung. Seine beste Platzierung erreichte er 1982 mit dem 12. Endrang.
Abseits von Le Mans nahm er vor allem an Läufen der Sportwagen-Weltmeisterschaftsläufen in Frankreich teil. Sein bestes Ergebnis in einem Schlussklassement war der 17. Rang beim 6-Stunden-Rennen von Dijon 1979.

## Statistik

### Le-Mans-Ergebnisse
| Jahr | Team               | Fahrzeug                | Teamkollege    | Teamkollege               | Platzierung     | Ausfallgrund      |
| ---- | ------------------ | ----------------------- | -------------- | ------------------------- | --------------- | ----------------- |
| 1975 | Jean-Marie Lemerle | Lola T292               | Alain Levié    | Patrick Daire             | Rang 22         |                   |
| 1976 | Jean-Marie Lemerle | Lola T294               | Alain Levié    | Patrick Daire             | nicht klassiert |                   |
| 1977 | Jean-Marie Lemerle | Lola T294               | Alain Levié    | Pierre-François Rousselot | Ausfall         | Kraftübertragung  |
| 1978 | Jean-Marie Lemerle | Lola T294               | Alain Levié    | Pierre-François Rousselot | Ausfall         | Chassis gebrochen |
| 1979 | Jean-Marie Lemerle | Lola T298               | Alain Levié    | Jean-Pierre Malcher       | Ausfall         | Ölpumpe           |
| 1981 | Jean-Marie Lemerle | Lola T298               | Alain Levié    | Max Cohen-Olivar          | Ausfall         | Elektrik          |
| 1982 | Jean-Marie Lemerle | Lancia Beta Monte Carlo | Joe Castellano | Max Cohen-Olivar          | Rang 12         |                   |
| 1983 | Edgar Dören        | Porsche 930             | Alain Yvon     | Michael Krankenberg       | Ausfall         | Getriebeschaden   |